# راهزنی (فیلم ۱۹۹۶)
راهزنی (ترکی استانبولی: Eşkıya) فیلمی در ژانر درام و جنایی به کارگردانی یاوز تورگل است که در سال ۱۹۹۶ منتشر شد. از بازیگران آن می‌توان به شنر شن اشاره کرد.